# Roland Matthies

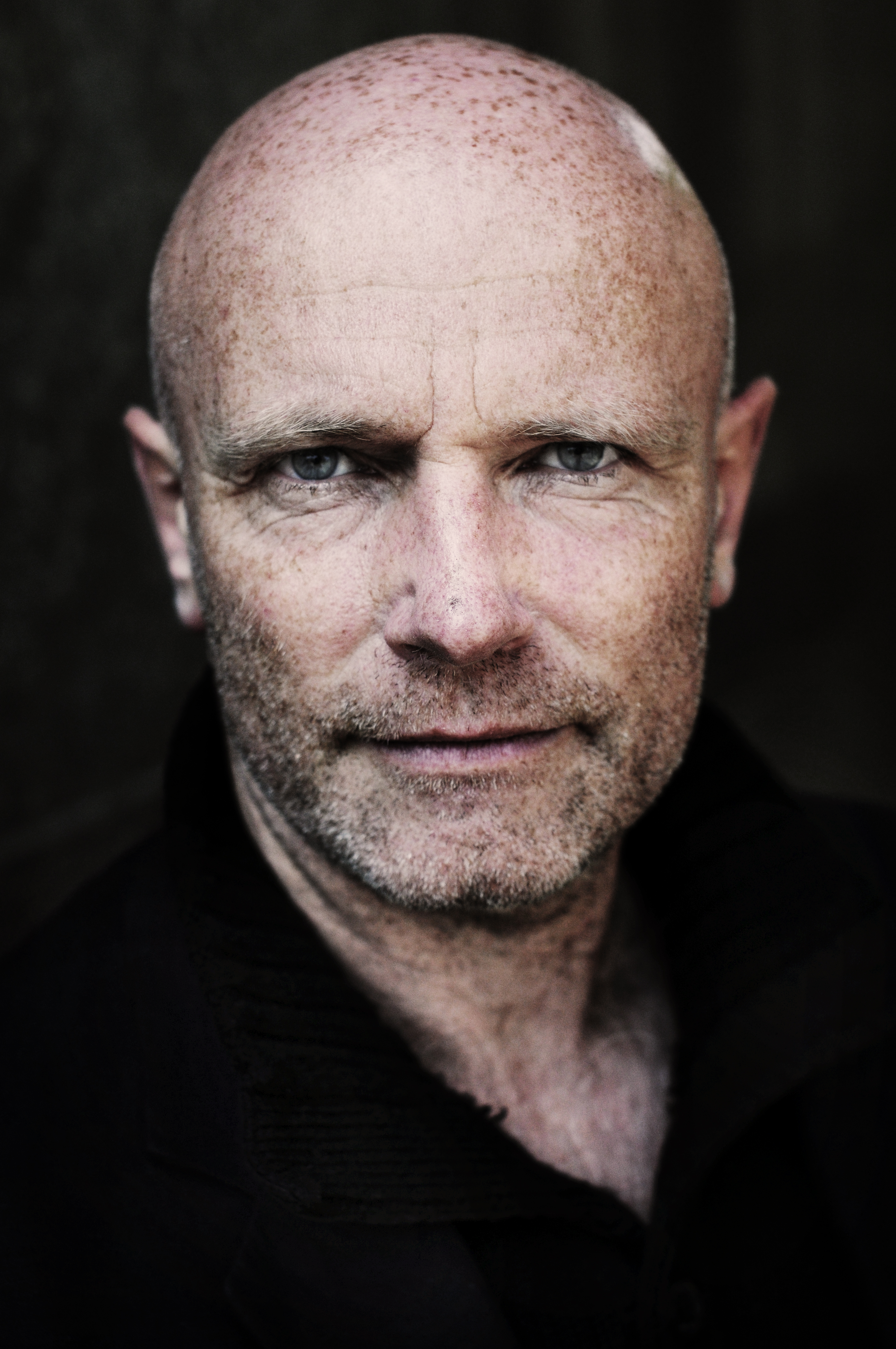
Roland Matthies, 2011

Roland Matthies (* 1962 in Luxemburg) ist ein luxemburgischer Schauspieler.

## Leben
Matthies wuchs in Brüssel und in Boston/USA auf. Matthies absolvierte ein Schauspielstudium an der École de Mime Corporel Etienne Decroux sowie an der École Internationale de Théâtre Jacques Lecoq in Paris. 1991 folgte die Gründung des wort + tat theaters. 1997 Dreimonatiger Aufenthalt am Théâtre du Soleil bei Ariane Mnouchkine. Er arbeitete u. a. mit Christoph Schlingensief (Chance 2000) und Yoshi Oida (Opfer nach Andrei Tarkowski). Projekte (u. a.): gaspard de la nuit, der Goldene Topf, Le Voyage n’est pas fini, Vivre Debout, Die Kristallkugel, Flüchtlingsgespräche, Familie Schroffenstein (mit dem Regisseur Kay Neumann). Regelmäßig Projekte mit Studierenden, z. B. an der Folkwang Universität der Künste in Essen, der Theaterakademie Hamburg und am Masterstudiengangs Performance Studies der Universität Hamburg auf kampnagel. Im August 2014 war er Stipendiat der Foundation Ingmar-Bergman-Estate on Fårö, Schweden.
Seit dem Wintersemester 2000 hat Matthies eine Professur für Sprechen an der Hochschule für Musik und Theater in Hamburg inne. Seit 2012 lehrt er auch am Masterstudiengang Performance Studies der Universität Hamburg sowie seit 2014 am Institut für Musik der Hochschule Osnabrück.

## Veröffentlichungen

### Musik
- Le voyage n'est pas fini. Roland Matthies singt Jacques Brel. Mit Christoph Iacono, Klavier. (Goodlife Records)

### Bücher
- Wege zu einer neuen Schauspielausbildung – Wege zu einem neuen Theater?; Frankfurt am Main: Haag und Herchen, 1996